# Cassida subreticulata
Cassida subreticulata — жук підродини щитоносок з родини листоїдів.

## Поширення
Зустрічається в Європі, на Середньому Сході, від Сибіру до Уссурі, у Монголії, Китаї (Сіньцзян-Уйгурський автономний район).

## Екологія та місцеперебування
Кормові рослини — гвоздичні (Caryophyllaceae): гвоздика розчепірена (Dianthus squarrosus), смілка широколиста (Melandrium album), мильнянка лікарська (Saponaria officinalis), смілка звичайна (Silene vulgaris) і Silene dioica.